# Арне-су-Витто
Арне́-су-Витто́ (фр. Arnay-sous-Vitteaux) — коммуна во Франции, находится в регионе Бургундия. Департамент коммуны — Кот-д’Ор. Входит в состав кантона Витто. Округ коммуны — Монбар.
Код INSEE коммуны — 21024.

## Население
Население коммуны на 2010 год составляло 109 человек.
| 1962 | 1968 | 1975 | 1982 | 1990 | 1999 | 2010 |
| ---- | ---- | ---- | ---- | ---- | ---- | ---- |
| 208  | 183  | 154  | 170  | 160  | 146  | 109  |

## Экономика
В 2010 году среди 73 человек трудоспособного возраста (15—64 лет) 44 были экономически активными, 29 — неактивными (показатель активности — 60,3 %, в 1999 году было 66,3 %). Из 44 активных жителей работали 41 человек (25 мужчин и 16 женщин), безработных было 3 (1 мужчина и 2 женщины). Среди 29 неактивных 2 человека были учениками или студентами, 16 — пенсионерами, 11 были неактивными по другим причинам.